# Saimbeyli
Saimbeyli là một huyện thuộc tỉnh Adana, Thổ Nhĩ Kỳ. Huyện có diện tích 1158 km² và dân số thời điểm năm 2007 là 17775 người, mật độ 15 người/km².